# والتر فرانز
 والتر فرانز (انگلیسی: Walter Franz؛ زاده ۱۹۱۱ درگذشته ۱۹۹۲) یک فیزیک‌دان اهل آلمان بود.